# Asura ocnerioides
Asura ocnerioides är en fjärilsart som beskrevs av Rothschild 1913. Asura ocnerioides ingår i släktet Asura och familjen björnspinnare. Inga underarter finns listade i Catalogue of Life.